# Темірська міська адміністрація
Темі́рська міська адміністрація (каз. Темір қаласы әкімдігі, рос. Темирская городская администрация) — адміністративна одиниця у складі Темірського району Актюбінської області Казахстану. Адміністративний центр — місто Темір.
Населення — 2459 осіб (2021; 2985 у 2009, 2759 у 1999, 4120 у 1989).
Станом на 1989 рік існувала Темірська міська рада (місто Темір, село Ленінське).

## Склад
До складу адміністрації входять такі населені пункти:
| Населений пункт | Колишні назви | Населення, осіб (1989) | Населення, осіб (1999) | Населення, осіб (2009) | Населення, осіб (2021) |
| --------------- | ------------- | ---------------------- | ---------------------- | ---------------------- | ---------------------- |
| Жамбил, село    | Ленінське     | 617                    | 449                    | 307                    | 257                    |
| Темір, місто    | -             | 3503                   | 2310                   | 2678                   | 2202                   |